# Dom van Paderborn
De dom van Paderborn (Dom Ss. Maria, Liborius und Kilian), kunsthistorisch gezien één der belangrijkste kerkgebouwen van Duitsland,  is de aartsbisschoppelijke kerk van Paderborn. 
De kerk is gewijd aan drie heiligen: Maria, Sint-Kiliaan en als voornaamste patroonheilige, Sint-Liborius van Le Mans.
Het bouwwerk kwam grotendeels in de 11e t/m de 13de eeuw tot stand, maar het in de 11e eeuw gebouwde gedeelte is in de 13e eeuw grotendeels vervangen. Het is een hallenkerk met twee dwarsbeuken een opvallende, 92 m hoge toren, een rijk gebeeldhouwd portaal (de Paradiespforte) en een grote crypte.
De dom bezit geen westelijk hoofdportaal: op die plaats bevindt zich alleen de toren. De hoofdingang met de laatromaanse Paradiespforte is aan de zuidkant van de westelijke dwarsbeuk te vinden.
De oostelijke crypte is rond het jaar 1100 ontstaan en behoort met die in Speyer en Bamberg tot de grootste in Duitsland. De crypte is een restant van een voorganger van de dom, die door branden verloren is gegaan. Het oudste gedeelte van de huidige kerk is de forse toren, die uit de 12de eeuw stamt. Deze vertegenwoordigt een type dat ook elders langs de Hellweg (dom van Soest, Laurentiuskirche in Erwitte) is te vinden. De rest van de dom kwam tussen 1215 en 1280 tot stand.
In de aangrenzende kloosterhof bevindt zich de grafkapel van de graven van Westfalen. Een beroemd element in de kruisgang is het 16de-eeuwse Driehazenvenster met een zandstenen figuur dat het symbool van de stad is geworden: het stelt drie hazen voor die elk twee oren hebben, maar er gezamenlijk toch maar drie hebben.
De kerk bezit nog talrijke andere kapellen, waaronder de kapel waarin zich de relieken van de patroonheilige Sint-Liborius bevinden.
Achter de dom bevindt zich de herbouwde keizerpalts.

## Afbeeldingen

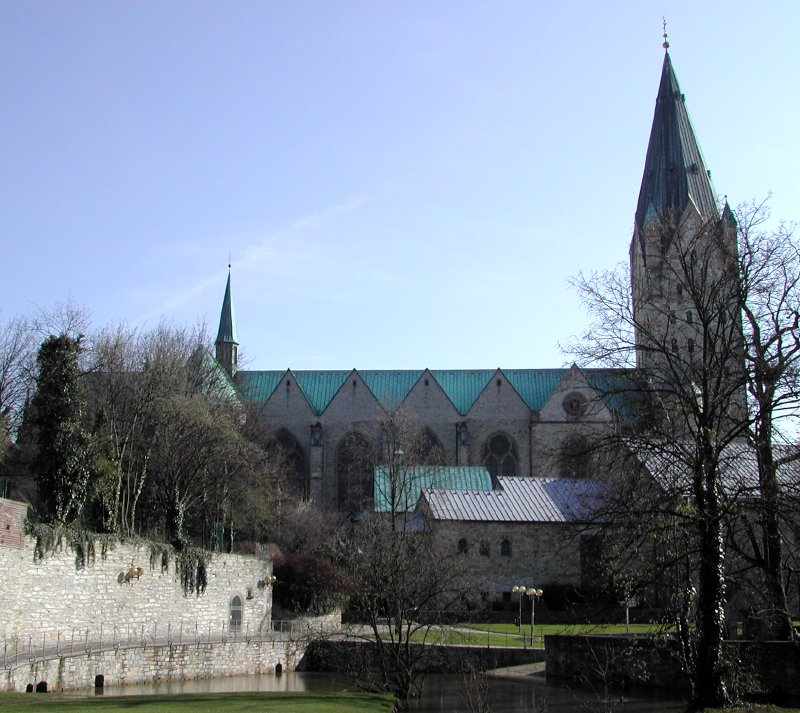
Exterieur, noordzijde met westertoren
Ligging van de Dom bij de Pader-bronnen
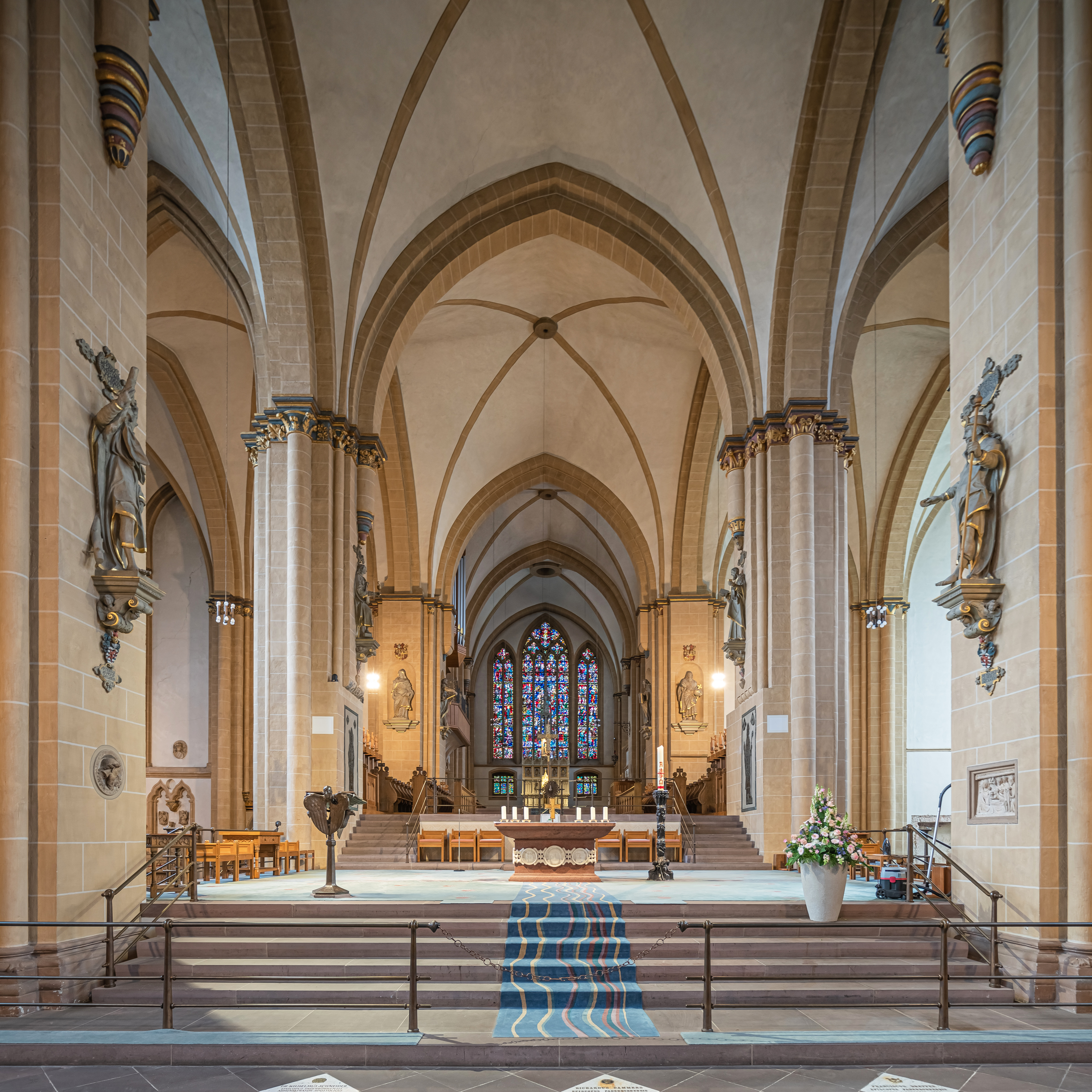
Interieur(1)
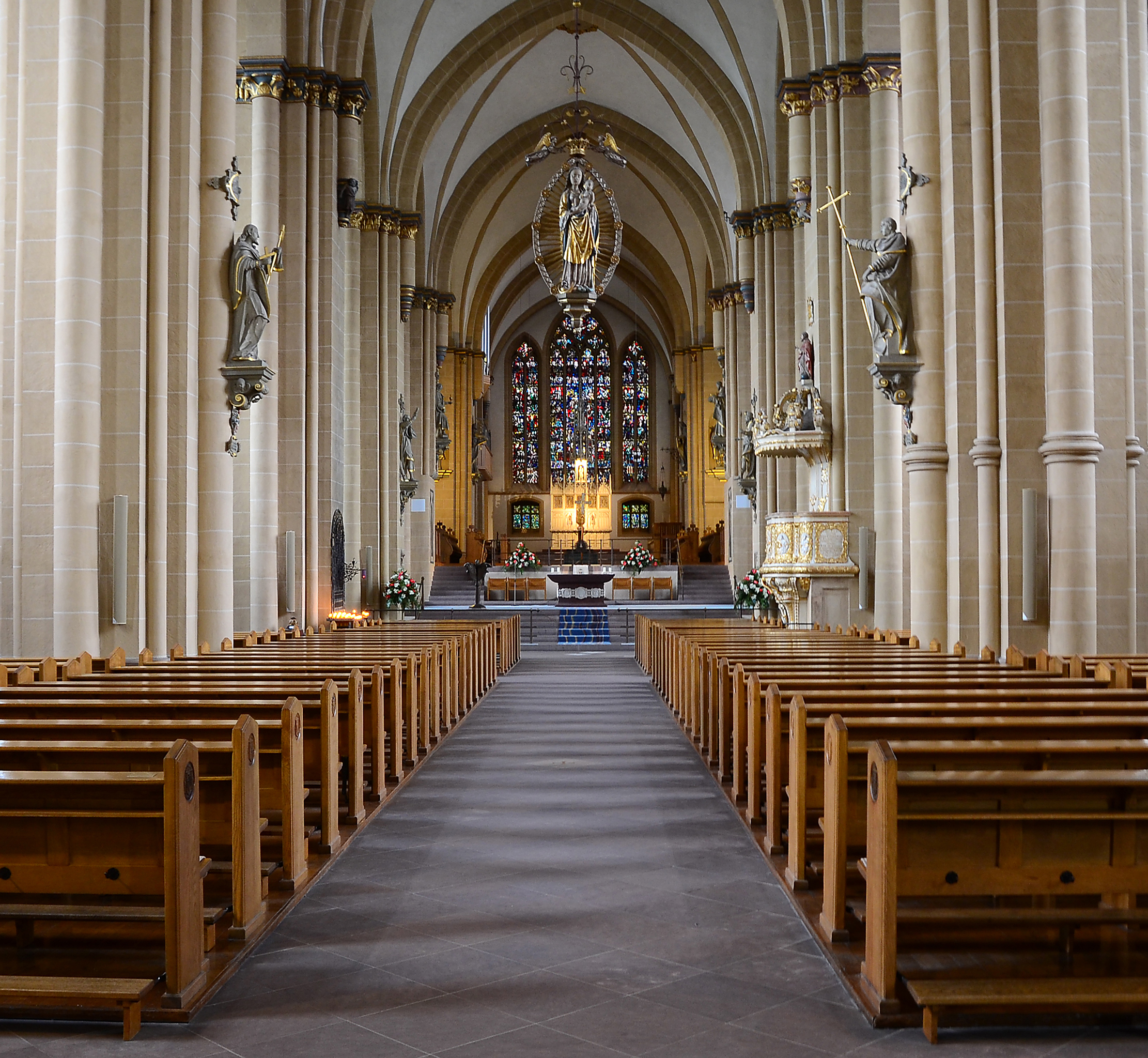
Interieur (2):Blik door het schip op het hoofdaltaar
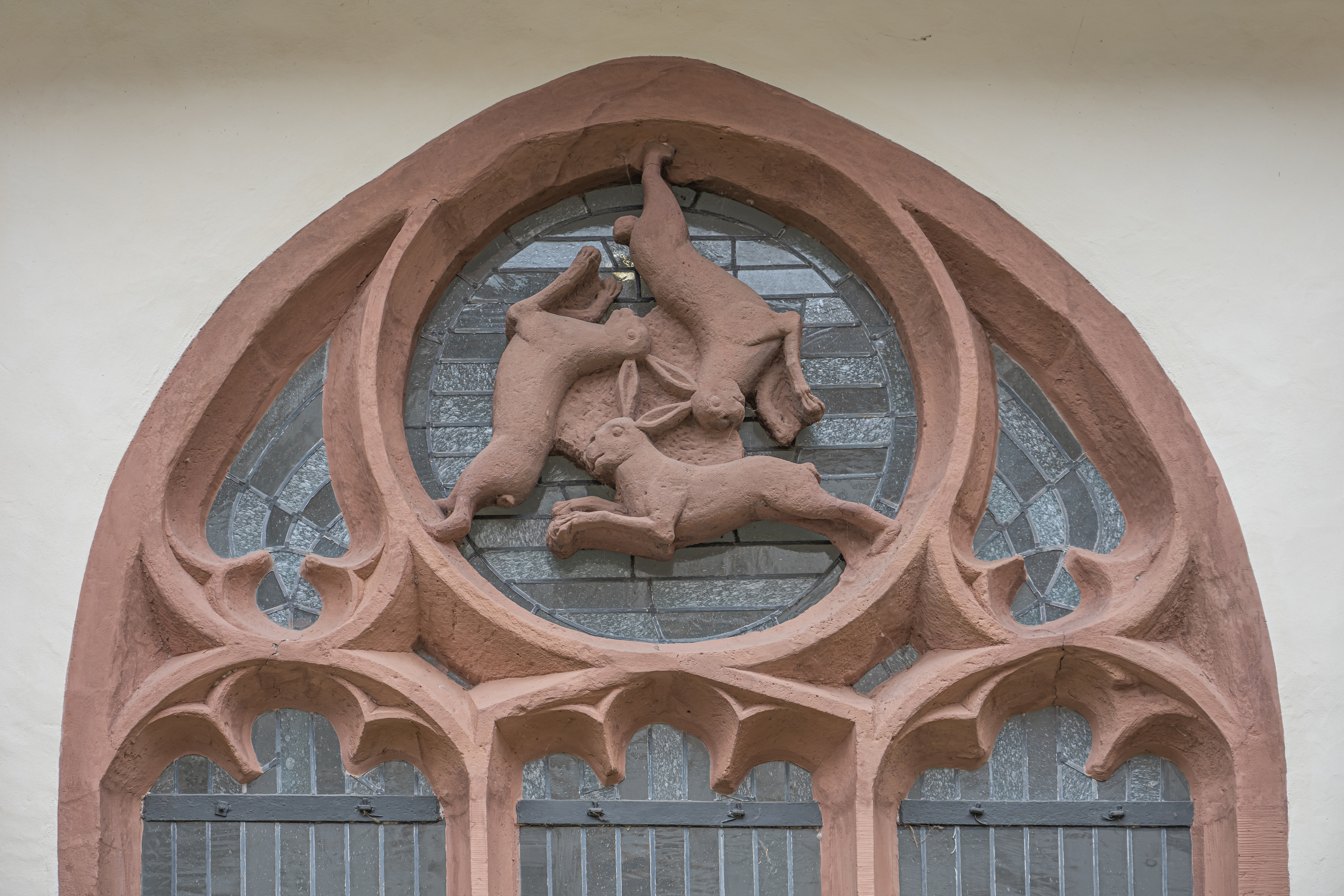
Het Driehazenvenster in de kruisgang
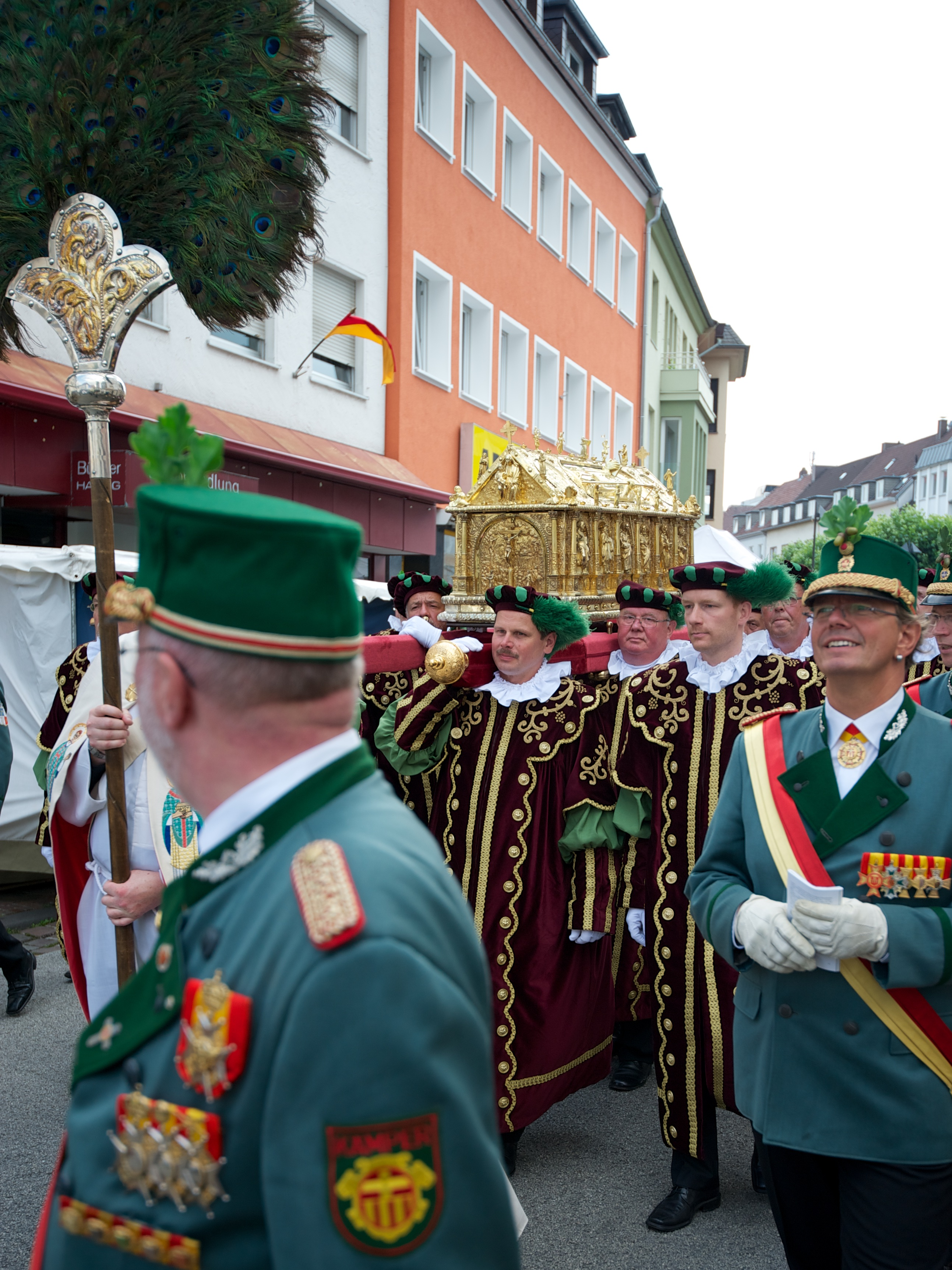
Libori-processie: het St.-Liboriusschrijn wordt meegedragen
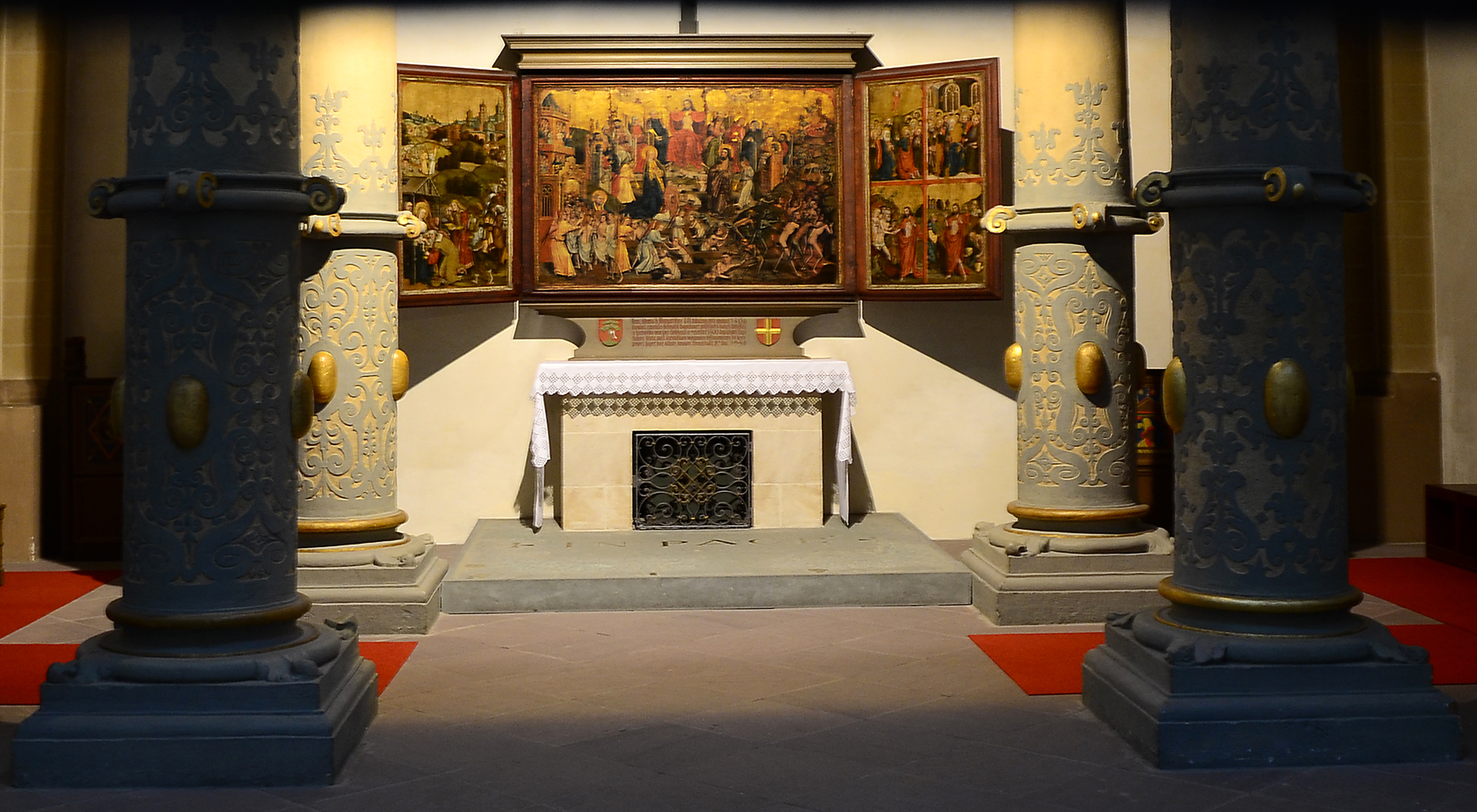
Het Margaretha-altaar
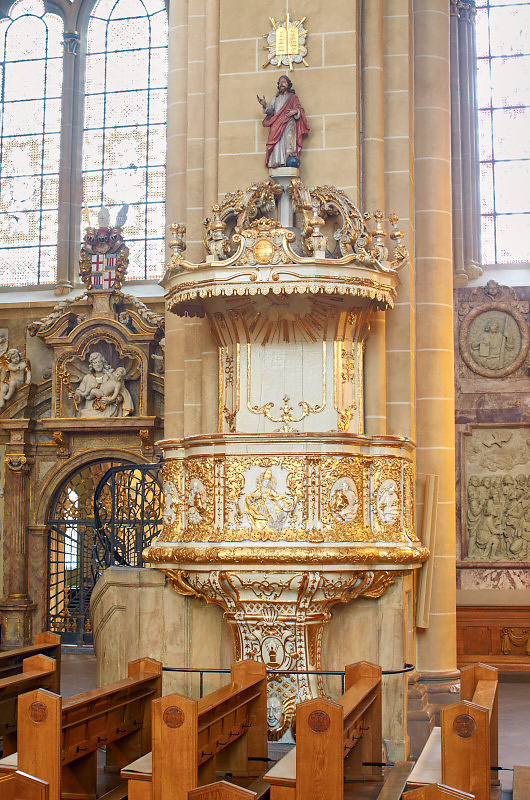
Kansel